# Gran Premio del Giappone
Il Gran Premio del Giappone è una gara automobilistica di Formula 1 che si svolge sul circuito di Suzuka. La gara è entrata a far parte del calendario nel 1976, sul circuito del Fuji nelle vicinanze di Yokohama, che ha ospitato anche l'edizione 1977, per poi ritornare stabilmente nel calendario mondiale a partire dal 1987, a Suzuka, salvo le edizioni 2007 e 2008 che si sono svolte su un rinnovato circuito del Fuji. 
Data la sua tradizionale posizione verso la fine del campionato mondiale, o addirittura come ultima gara, il Gran Premio del Giappone ha avuto più di un risultato clamoroso o controverso che ha assegnato il titolo. Per un breve periodo il Giappone ha anche avuto una seconda gara in calendario, il Gran Premio del Pacifico disputato sul circuito di Aida nel 1994 e 1995.

## La storia

### Prima della Formula 1
Tra il 1963 e il 1976 la denominazione di Gran Premio del Giappone spettò a corse effettuate con vetture non di Formula 1. Prima vetture di Formula 3, poi vetture sport, in seguito vetture di Formula Libre, infine vetture di Formula 2000. In alcune stagioni il gran premio venne chiamato JAF Grand Prix, dal nome della federazione automobilistica nipponica, pur mantenendo la numerazione in corso del Gran Premio del Giappone. Nel 1969 si disputò sia un gran premio per vetture di F. Libre che uno per le vetture sport vinto da Motoharu Kurosawa su Nissan. Il mondiale di Formula 1 fece la sua prima apparizione nel 1976.

### Gli anni settanta

Il circuito di Suzuka, utilizzato in Formula 1 fino al e che dal sostituisce nuovamente il circuito del Fuji

L'edizione del 1976 fu il primo gran premio di Formula 1,  valido per il mondiale, che si corse in Asia, nella pittoresca cornice del Circuito del Fuji posto ai piedi della montagna più alta dell'arcipelago giapponese. La gara non venne definita ufficialmente Gran Premio del Giappone ma Campionato del mondo di Formula 1 in Giappone. Ciò perché con tale nome era denominato un appuntamento della Formula 2000 giapponese di quell'anno.
Nella prima edizione, corsa sotto una pioggia torrenziale (tanto che venne prospettata l'ipotesi che la gara non venisse considerata valida per il mondiale, così come di posticiparla al giorno seguente o di annullarla e chiudere il campionato mondiale con una gara da disputarsi nel 1977) Niki Lauda, in testa al mondiale e che solo pochi mesi prima era sopravvissuto all'incidente del Nürburgring, rinunciò a correre lasciando che James Hunt conquistasse i pochi punti necessari per vincere il suo unico titolo mondiale. Il giro più veloce della gara venne inizialmente attribuito a Masahiro Hasemi sulla vettura giapponese Kojima. La cosa fu controversa in quanto nel giro nel quale il nipponico avrebbe fatto il giro più rapido è stato superato da tre vetture.  Nei giorni successivi al gran premio gli organizzatori diffusero un comunicato che assegnava il giro più veloce a Jacques Laffite con un tempo di 1'19"97 al 70º giro. Questo comunicato fu ripreso dalla Japan Automobile Federation (JAF). La correzione non fu però resa nota all'estero, tant'è che per molto tempo venne assegnato ad Hasemi il giro più veloce anche dal sito ufficiale della Formula 1.
L'anno successivo, che vide proprio la vittoria di Hunt, un incidente tra Ronnie Peterson e Gilles Villeneuve vide la vettura di quest'ultimo decollare ed atterrare in mezzo ad un gruppetto di spettatori che sostavano in un'area vietata al pubblico. Si ebbero due morti e dieci feriti: una delle due vittime era un commissario di gara che cercava disperatamente di far spostare la gente in una zona più sicura.
Il gran premio, in queste due sue prime edizioni, mantenne un forte carattere "nazionale", grazie alla presenza di piloti, squadre e fornitori giapponesi che avevano un grande interesse a ben figurare. Nell'edizione 1976 vi fu l'esordio della Bridgestone come fornitore degli pneumatici.
La gara venne inserita nel calendario anche per il 1978, spostata però al 16 aprile, ma venne poi cancellata dal programma.

### Il ritorno negli anni ottanta e la lotta Prost-Senna
La corsa riapparve sul calendario a Suzuka,  nel 1987. Per molte stagioni il gran premio divenne, grazie al posizionamento in calendario, una delle gare decisive.
Nella prima edizione i due piloti della Williams Nigel Mansell e Nelson Piquet si stavano sfidando per il titolo, ma durante le qualifiche Mansell sbatté contro le barriere a circa 230 km/h e i postumi dell'incidente gli impedirono di gareggiare, lasciando via libera al compagno di squadra.
La gara divenne sinonimo della lotta tra Alain Prost e Ayrton Senna: compagni di squadra nel 1989 sulla McLaren, Senna doveva assolutamente vincere la corsa per mantenere aperto il campionato ma al tentativo di sorpasso Prost rispose chiudendo bruscamente la traiettoria e mettendo fuori gara entrambe le vetture; in realtà, Senna riuscì a ripartire con l'aiuto dei commissari e a vincere la gara, ma fu squalificato successivamente per avere tagliato la chicane dov'era avvenuto l'incidente, si dice su pressione del presidente della Federazione, il francese Jean-Marie Balestre. La vittoria fu quindi assegnata ad Alessandro Nannini, l'unica nella sua carriera.
L'anno successivo, con Prost alla Ferrari, era il francese a dover vincere assolutamente per poter conquistare il campionato ma i due rivali, partiti affiancati in prima fila, si scontrarono alla prima curva terminando la loro corsa e assegnando il titolo a Senna. Nel seguito, Senna avrebbe ammesso di avere agito deliberatamente per "pareggiare i conti" dell'anno precedente.

### Le sfide recenti
Nel 1996 i due alfieri della Williams Damon Hill e Jacques Villeneuve erano in lotta e, mentre il primo scattò in testa, il canadese perse terreno e finì per ritirarsi al 36º giro a causa di una ruota che si staccò perché fissata male durante il pit-stop.
Nel 1998 la gara si risolse a favore di Mika Häkkinen su McLaren-Mercedes perché il rivale Michael Schumacher su Ferrari spense il motore in griglia e dovette partire ultimo: la sua rimonta
lo portò al 3º posto, ma mentre il finlandese vinse, il tedesco fu vittima di una foratura.
L'anno successivo il ferrarista Eddie Irvine aveva un vantaggio di 4 punti su Mika Hakkinen (ancora sulla McLaren-Mercedes) prima della gara, ma distrusse la sua monoposto in qualifica e in gara nulla poté contro il finlandese, che vinse Gran Premio e titolo piloti.
Nel 2000 e nel 2003 il ferrarista Michael Schumacher vinse la gara e conquistò i titolo ai danni di Mika Hakkinen e Kimi Räikkönen, entrambi sulle vetture di Woking.
Nel 2006 Michael Schumacher si stava involando verso la vittoria, quando il motore della sua Ferrari lo tradì, dopo 6 anni esenti da rotture: il mondiale andò a Fernando Alonso su Renault. L'edizione segnò il record di presenze con 361 000 spettatori durante il weekend di gara.

### Il ritorno al Fuji
Nella stagione 2007, per due edizioni, il gran premio tornò al Fuji, radicalmente rinnovato; successivamente venne annunciato che a partire dal 2009 i due circuiti (di proprietà di due case automobilistiche nipponiche rivali tra loro, Toyota e Honda) avrebbero organizzato la gara ad anni alterni. Dal 2009 la Toyota rinunciò a ospitare nel suo Circuito del Fuji la Formula 1, che così ora è stabilmente a Suzuka.

## Albo d'oro
Lo sfondo sfondo rosa indica un evento non appartenente al Campionato mondiale di Formula 1.

Il circuito del Fuji, rinnovato nel 2007

| Anno        | Circuito      | Pilota                             | Vettura               | Resoconto     |
| ----------- | ------------- | ---------------------------------- | --------------------- | ------------- |
| 1963        | Suzuka        | Peter Warr                         | Lotus-Cosworth        | Resoconto     |
| 1964        | Suzuka        | Michael Knight                     | Brabham-Ford          | Resoconto     |
| 1965        | Non disputato | Non disputato                      | Non disputato         | Non disputato |
| 1966        | Fuji          | Yoshikazu Sunako                   | Prince                | Resoconto     |
| 1967        | Fuji          | Tetsu Ikuzawa                      | Porsche               | Resoconto     |
| 1968        | Fuji          | Moto Kitano                        | Nissan                | Resoconto     |
| 1969        | Fuji          | Motoharu Kurosawa Yoshikazu Sunako | Nissan                | Resoconto     |
| 1970        | Non disputato | Non disputato                      | Non disputato         | Non disputato |
| 1971        | Fuji          | Kuniomi Nagamatsu                  | Mitsubishi            | Resoconto     |
| 1972        | Fuji          | John Surtees                       | Surtees-Cosworth Hart | Resoconto     |
| 1973        | Fuji          | Motoharu Kurosawa                  | March-BMW             | Resoconto     |
| 1974        | Non disputato | Non disputato                      | Non disputato         | Non disputato |
| 1975        | Fuji          | Masahiro Hasemi                    | March-BMW             | Resoconto     |
| 1976        | Suzuka        | Jacques Laffite                    | Chevron BMW           | Resoconto     |
| 1976        | Fuji          | Mario Andretti                     | Lotus-Ford            | Resoconto     |
| 1977        | Fuji          | James Hunt                         | McLaren-Ford          | Resoconto     |
| 1978 - 1986 | Non disputato | Non disputato                      | Non disputato         | Non disputato |
| 1987        | Suzuka        | Gerhard Berger                     | Ferrari               | Resoconto     |
| 1988        | Suzuka        | Ayrton Senna                       | McLaren-Honda         | Resoconto     |
| 1989        | Suzuka        | Alessandro Nannini                 | Benetton-Ford         | Resoconto     |
| 1990        | Suzuka        | Nelson Piquet                      | Benetton-Ford         | Resoconto     |
| 1991        | Suzuka        | Gerhard Berger                     | McLaren-Honda         | Resoconto     |
| 1992        | Suzuka        | Riccardo Patrese                   | Williams-Renault      | Resoconto     |
| 1993        | Suzuka        | Ayrton Senna                       | McLaren-Ford          | Resoconto     |
| 1994        | Suzuka        | Damon Hill                         | Williams-Renault      | Resoconto     |
| 1995        | Suzuka        | Michael Schumacher                 | Benetton-Renault      | Resoconto     |
| 1996        | Suzuka        | Damon Hill                         | Williams-Renault      | Resoconto     |
| 1997        | Suzuka        | Michael Schumacher                 | Ferrari               | Resoconto     |
| 1998        | Suzuka        | Mika Häkkinen                      | McLaren-Mercedes      | Resoconto     |
| 1999        | Suzuka        | Mika Häkkinen                      | McLaren-Mercedes      | Resoconto     |
| 2000        | Suzuka        | Michael Schumacher                 | Ferrari               | Resoconto     |
| 2001        | Suzuka        | Michael Schumacher                 | Ferrari               | Resoconto     |
| 2002        | Suzuka        | Michael Schumacher                 | Ferrari               | Resoconto     |
| 2003        | Suzuka        | Rubens Barrichello                 | Ferrari               | Resoconto     |
| 2004        | Suzuka        | Michael Schumacher                 | Ferrari               | Resoconto     |
| 2005        | Suzuka        | Kimi Räikkönen                     | McLaren-Mercedes      | Resoconto     |
| 2006        | Suzuka        | Fernando Alonso                    | Renault               | Resoconto     |
| 2007        | Fuji          | Lewis Hamilton                     | McLaren-Mercedes      | Resoconto     |
| 2008        | Fuji          | Fernando Alonso                    | Renault               | Resoconto     |
| 2009        | Suzuka        | Sebastian Vettel                   | Red Bull-Renault      | Resoconto     |
| 2010        | Suzuka        | Sebastian Vettel                   | Red Bull-Renault      | Resoconto     |
| 2011        | Suzuka        | Jenson Button                      | McLaren-Mercedes      | Resoconto     |
| 2012        | Suzuka        | Sebastian Vettel                   | Red Bull-Renault      | Resoconto     |
| 2013        | Suzuka        | Sebastian Vettel                   | Red Bull-Renault      | Resoconto     |
| 2014        | Suzuka        | Lewis Hamilton                     | Mercedes              | Resoconto     |
| 2015        | Suzuka        | Lewis Hamilton                     | Mercedes              | Resoconto     |
| 2016        | Suzuka        | Nico Rosberg                       | Mercedes              | Resoconto     |
| 2017        | Suzuka        | Lewis Hamilton                     | Mercedes              | Resoconto     |
| 2018        | Suzuka        | Lewis Hamilton                     | Mercedes              | Resoconto     |
| 2019        | Suzuka        | Valtteri Bottas                    | Mercedes              | Resoconto     |
| 2020        | Non disputato | Non disputato                      | Non disputato         | Non disputato |
| 2021        | Non disputato | Non disputato                      | Non disputato         | Non disputato |
| 2022        | Suzuka        | Max Verstappen                     | Red Bull-RBPT         | Resoconto     |
| 2023        | Suzuka        | Max Verstappen                     | Red Bull-Honda RBPT   | Resoconto     |
| 2024        | Suzuka        | Max Verstappen                     | Red Bull-Honda RBPT   | Resoconto     |
| 2025        | Suzuka        | Max Verstappen                     | Red Bull-Honda RBPT   | Resoconto     |

## Statistiche
Le statistiche si riferiscono alle sole edizioni valide per il campionato del mondo di Formula 1 e sono aggiornate al Gran Premio del Giappone 2025.

### Vittorie per pilota
| Pos. | Pilota             | Vittorie |
| ---- | ------------------ | -------- |
| 1    | Michael Schumacher | 6        |
| 2    | Lewis Hamilton     | 5        |
| 3    | Sebastian Vettel   | 4        |
| =    | Max Verstappen     | 4        |
| 6    | Gerhard Berger     | 2        |
| =    | Ayrton Senna       | 2        |
| =    | Damon Hill         | 2        |
| =    | Mika Häkkinen      | 2        |
| =    | Fernando Alonso    | 2        |
| 10   | Mario Andretti     | 1        |
| =    | James Hunt         | 1        |
| =    | Alessandro Nannini | 1        |
| =    | Nelson Piquet      | 1        |
| =    | Riccardo Patrese   | 1        |
| =    | Rubens Barrichello | 1        |
| =    | Kimi Räikkönen     | 1        |
| =    | Jenson Button      | 1        |
| =    | Nico Rosberg       | 1        |
| =    | Valtteri Bottas    | 1        |

### Vittorie per costruttore
| Pos. | Costruttore | Vittorie |
| ---- | ----------- | -------- |
| 1    | McLaren     | 9        |
| 2    | Red Bull    | 8        |
| 3    | Ferrari     | 7        |
| 4    | Mercedes    | 6        |
| 5    | Benetton    | 3        |
| =    | Williams    | 3        |
| 7    | Renault     | 2        |
| 8    | Lotus       | 1        |

### Vittorie per motore
| Pos. | Motore        | Vittorie |
| ---- | ------------- | -------- |
| 1    | Mercedes      | 11       |
| 2    | Renault       | 10       |
| 3    | Ferrari       | 7        |
| 4    | Ford-Cosworth | 5        |
| 5    | Honda RBPT    | 3        |
| 6    | Honda         | 2        |
| 7    | RBPT          | 1        |

### Pole per pilota
| Pos. | Pilota             | Pole |
| ---- | ------------------ | ---- |
| 1    | Michael Schumacher | 8    |
| 2    | Sebastian Vettel   | 5    |
| 3    | Lewis Hamilton     | 4    |
| =    | Max Verstappen     | 4    |
| 5    | Ayrton Senna       | 3    |
| =    | Nico Rosberg       | 3    |
| 7    | Mario Andretti     | 2    |
| =    | Gerhard Berger     | 2    |
| =    | Jacques Villeneuve | 2    |
| 10   | Nigel Mansell      | 1    |
| =    | Alain Prost        | 1    |
| =    | Rubens Barrichello | 1    |
| =    | Ralf Schumacher    | 1    |
| =    | Felipe Massa       | 1    |
| =    | Mark Webber        | 1    |

### Pole per costruttore
| Pos. | Costruttore | Pole |
| ---- | ----------- | ---- |
| 1    | Ferrari     | 10   |
| 2    | Red Bull    | 9    |
| 3    | McLaren     | 6    |
| 4    | Mercedes    | 5    |
| 5    | Williams    | 4    |
| 6    | Lotus       | 2    |
| =    | Benetton    | 2    |
| 8    | Toyota      | 1    |

### Pole per motore
| Pos. | Motore        | Pole |
| ---- | ------------- | ---- |
| 1    | Ferrari       | 10   |
| =    | Renault       | 10   |
| 3    | Mercedes      | 7    |
| 4    | Honda         | 4    |
| 5    | Ford-Cosworth | 3    |
| =    | Honda RBPT    | 3    |
| 7    | Toyota        | 1    |
| =    | RBPT          | 1    |

### Giri veloci per pilota
| Pos. | Pilota                | GPV |
| ---- | --------------------- | --- |
| 1    | Michael Schumacher    | 4   |
| =    | Lewis Hamilton        | 4   |
| 3    | Alain Prost           | 3   |
| =    | Mark Webber           | 3   |
| =    | Sebastian Vettel      | 3   |
| 6    | Ayrton Senna          | 2   |
| =    | Ralf Schumacher       | 2   |
| =    | Max Verstappen        | 2   |
| 9    | Jacques Laffite       | 1   |
| =    | Jody Scheckter        | 1   |
| =    | Riccardo Patrese      | 1   |
| =    | Nigel Mansell         | 1   |
| =    | Damon Hill            | 1   |
| =    | Jacques Villeneuve    | 1   |
| =    | Heinz-Harald Frentzen | 1   |
| =    | Mika Häkkinen         | 1   |
| =    | Rubens Barrichello    | 1   |
| =    | Kimi Räikkönen        | 1   |
| =    | Fernando Alonso       | 1   |
| =    | Felipe Massa          | 1   |
| =    | Jenson Button         | 1   |
| =    | Valtteri Bottas       | 1   |
| =    | Zhou Guanyu           | 1   |
| =    | Andrea Kimi Antonelli | 1   |

### Giri veloci per costruttore
| Pos. | Costruttore | GPV |
| ---- | ----------- | --- |
| 1    | McLaren     | 8   |
| =    | Williams    | 8   |
| 3    | Ferrari     | 7   |
| 4    | Red Bull    | 6   |
| 5    | Mercedes    | 4   |
| 6    | Ligier      | 1   |
| =    | Wolf        | 1   |
| =    | Benetton    | 1   |
| =    | Renault     | 1   |
| =    | Alfa Romeo  | 1   |

### Giri veloci per motore
| Pos. | Motore        | GPV |
| ---- | ------------- | --- |
| 1    | Renault       | 12  |
| 2    | Mercedes      | 9   |
| 3    | Ferrari       | 8   |
| 4    | Honda         | 3   |
| 5    | BMW           | 2   |
| =    | Honda RBPT    | 2   |
| 7    | Matra         | 1   |
| =    | Ford-Cosworth | 1   |
| =    | TAG-Porsche   | 1   |

### Podi per pilota
| Pos. | Pilota             | Podi |
| ---- | ------------------ | ---- |
| 1    | Michael Schumacher | 9    |
| 2    | Lewis Hamilton     | 8    |
| =    | Sebastian Vettel   | 8    |
| 4    | Max Verstappen     | 7    |
| 5    | Mika Häkkinen      | 6    |
| 6    | Kimi Räikkönen     | 5    |
| =    | Fernando Alonso    | 5    |
| 8    | Ayrton Senna       | 4    |
| =    | David Coulthard    | 4    |
| 10   | Gerhard Berger     | 3    |
| =    | Riccardo Patrese   | 3    |
| =    | Eddie Irvine       | 3    |
| =    | Nico Rosberg       | 3    |

### Podi per costruttore
| Pos. | Costruttore | Podi |
| ---- | ----------- | ---- |
| 1    | McLaren     | 29   |
| 2    | Ferrari     | 25   |
| 3    | Red Bull    | 18   |
| 4    | Mercedes    | 11   |
| 5    | Williams    | 10   |
| 6    | Benetton    | 8    |
| 7    | Renault     | 6    |
| 8    | Lotus       | 3    |
| 9    | Tyrrell     | 2    |
| 10   | Lola        | 1    |
| =    | BAR         | 1    |
| =    | BMW Sauber  | 1    |
| =    | Toyota      | 1    |
| =    | Sauber      | 1    |

### Podi per motore
| Pos. | Motore        | Podi |
| ---- | ------------- | ---- |
| 1    | Mercedes      | 30   |
| 2    | Ferrari       | 26   |
| 3    | Renault       | 25   |
| 4    | Ford-Cosworth | 13   |
| 5    | Honda         | 7    |
| 6    | TAG Heuer     | 4    |
| =    | Honda RBPT    | 4    |
| 8    | BMW           | 3    |
| 9    | RBPT          | 2    |
| 10   | TAG-Porsche   | 1    |
| =    | Lamborghini   | 1    |
| =    | Toyota        | 1    |

### Punti per pilota
| Pos. | Pilota             | Punti |
| ---- | ------------------ | ----- |
| 1    | Lewis Hamilton     | 205   |
| 2    | Sebastian Vettel   | 179   |
| 3    | Max Verstappen     | 155   |
| 4    | Kimi Räikkönen     | 106   |
| 5    | Michael Schumacher | 97    |
| 6    | Fernando Alonso    | 93    |
| 7    | Jenson Button      | 85    |
| 8    | Valtteri Bottas    | 74    |
| 9    | Nico Rosberg       | 70    |
| 10   | Sergio Pérez       | 63    |

### Punti per costruttore
| Pos. | Costruttore | Punti |
| ---- | ----------- | ----- |
| 1    | Red Bull    | 422   |
| 2    | Ferrari     | 415   |
| 3    | McLaren     | 355   |
| 4    | Mercedes    | 324   |
| 5    | Williams    | 142   |
| 6    | Renault     | 69    |
| 7    | Lotus       | 63    |
| 8    | Benetton    | 61    |
| 9    | Force India | 51    |
| 10   | Sauber      | 38    |

### Punti per motore
| Pos. | Motore        | Punti |
| ---- | ------------- | ----- |
| 1    | Mercedes      | 718   |
| 2    | Ferrari       | 475   |
| 3    | Renault       | 411   |
| 4    | Honda RBPT    | 100   |
| 5    | Ford-Cosworth | 99    |
| 6    | Honda         | 95    |
| 7    | TAG Heuer     | 86    |
| 8    | RBPT          | 43    |
| 9    | BMW           | 41    |
| 10   | Toyota        | 24    |